# کلودیو باراگان
کلودیو باراگان (انگلیسی: Claudio Barragán؛ زادهٔ ۱۰ آوریل ۱۹۶۴) بازیکن فوتبال اهل اسپانیا است.
از باشگاه‌هایی که در آن بازی کرده‌است می‌توان به باشگاه ورزشی رئال مایورکا، باشگاه فوتبال لوانته، باشگاه فوتبال الچه، و باشگاه فوتبال دپورتیوو لاکرونیا اشاره کرد.
وی همچنین در تیم ملی فوتبال اسپانیا بازی کرده‌است.